# ひこちゃん
ひこちゃんは、日本の漫画家。東京都葛飾区出身。別名義にすぎたにかずひこ、杉谷和彦（すぎたにかずひこ）がある。

## 来歴
2008年、『ストーンボーイ』で第62回小学館新人コミック大賞児童部門佳作を受賞。
2019年に「別冊コロコロコミック」（小学館）4月号にギャグ漫画『いないいないばあオジさん!』をすぎたにかずひこ名義で掲載しており、その後「コロコロコミック」公式Twitterで毎週金曜日の夜に同作品をひこちゃん名義で連載するようになったという。

## 人物
小さいころは、『ドラゴンボール』の主人公・孫悟空が持つ他の事象に影響されない自然体風の姿に憧れて自身も真似していたと語っている。
高校生時代は授業中にマンガを描いて見せ合っていたと話しているほか、高校時代の同級生で、同じく漫画家を務める人物としておたみと曽山一寿の名前を挙げている。
そのうち、曽山はひこちゃんをライバルと思っている作家に挙げている。
また、おたみに関しては、2018年末までSNSに疎く、スマホを保持していなかったひこちゃんに対してTwitterを勧めてくれた人として紹介しており、Twitter上で「まんが学校の相方」と称し、おたみ本人との掛け合いを行うなどの関係性が見られる。
その後、『コロコロイチバン!』（小学館）での執筆や、自身のTwitterで息子との日々などをエッセイ漫画で綴っている。
例えば、料理好きだと話しているひこちゃんは、フライパンを使用した戦い方を息子に教えたことがあり、それをTwitter上の漫画として投稿している他、バイトの面接で運転免許証の特大コピーを提出したエピソードもTwitter上で披露している。
また、前澤友作が行なった「日本を元気にするあなたの『マンガ』画像を募集」という企画では、自身の投稿した『鶴の雑な恩返し』という4コマ漫画が採用され、100万円の活動資金を得たとも話している。
これらの作品に関して、ひこちゃんは自身の作品の大部分は連想ゲームから思いついたと話している。
2020年9月現在は、地元の東京都葛飾区で漫画教室の講師を務めている。

## 作品リスト

### 杉谷和彦名義
- レッツ!イナズマイレブン3（『別冊コロコロコミック』2010年8月号 - 2011年2月号）
- 爆丸マスター 炎もえたろー（『別冊コロコロコミック』2011年6月号 - 2012年10月号、全1巻）
- 百獣大戦グレートアニマルカイザー（『コロコロイチバン!』2012年11月号 - 2015年5月号、全4巻）
- ポケモントレッタ（『別冊コロコロコミック』2013年2月号 - 12月号）
- 魔人ヌードル（『コロコロイチバン!』2015年6月号 - 2016年4月号、全1巻）
- タイムボカン24（『コロコロイチバン!』2016年11月号 - 2017年4月号）
- イナズマイレブン アレスの天秤 4コマ&クイズクラブ（『コロコロイチバン!』2018年6月号 - 2019年6月号）
- 爆丸シュート!!（『コロコロイチバン!』2019年7月号 - 12月号）

### ひこちゃん名義
- いないいないばあオジさん!（『別冊コロコロコミック』2019年4月号、コロコロコミック公式Twitter）[注釈 1]
- 桃太郎電鉄 日本全国4コマ大百科（『コロコロイチバン!』2021年9月号 - 2022年5月号）
- 小学生男子は本日も晴天なり！（描きおろし、2022年1月6日単行本発売[1]）
- 喝！男梅！ ノーベル小学校のなかまたち（『週刊コロコロコミック』2022年12月21日[12] - 、既刊1巻） - 男梅のコミカライズで[12]、ノーベル製菓の商品が登場[13]。